# Sarococcus comis
Sarococcus comis är en insektsart som beskrevs av Jennifer M. Cox 1987. Sarococcus comis ingår i släktet Sarococcus och familjen ullsköldlöss. Inga underarter finns listade i Catalogue of Life.